# (48767) Scamandre
(48767) Scamandre, désignation internationale (48767) Skamander, est un astéroïde troyen jovien.

## Description
(48767) Scamandre est un astéroïde troyen jovien, camp troyen, c'est-à-dire situé au point de Lagrange L5 du système Soleil-Jupiter. Il présente une orbite caractérisée par un demi-grand axe de 5,229 UA, une excentricité de 0,066 et une inclinaison de 29,0° par rapport à l'écliptique.
Il est nommé en référence au personnage de la mythologie grecque Scamandre, acteur du conflit légendaire de la guerre de Troie.

## Compléments